# آم-سود، کبک
آم-سود (به فرانسوی: Ham-Sud) شهری در منطقه شهری له سورس ناحیه استری در استان کبک کانادا است. در سرشماری سال ۲۰۱۱ این شهر ۲۴۲ نفر جمعیت داشته و مساحت آن ۱۵۰٫۴۵ کیلومتر مربع است.